# アル＝スィミヤー
アル＝スィミヤー（アラビア語: السيمياء、英語: As Simiya）は、パレスチナの村で、ヨルダン川西岸南部、ヘブロン県のドゥーラ市に属している。

## 地理
この村はヘブロン市の西に位置し、約14キロメートルの距離にある。
アル＝スィミヤーの標高は海抜460メートル。

## 人口
1961年には人口は196人だった。1997年の国勢調査では、人口は1,225人に増加した。